# Amenemope
Amenemope var en fornegyptisk författare.
Han är författare till en sentenssamling, troligen från omkring 900 f.Kr. Den är mest känd för att Ordspråksboken, verserna 22:19 – 23:14, innehåller en sammanfattning av dess sentenser.